# にっぽんプレミアム
にっぽんプレミアムは、NHK BSプレミアムを中心に展開するキャンペーン番組のプロジェクトである。
日本列島は南北に3000㎞にも及ぶ縦に長い国土に、様々な歴史、伝統文化、衣食住など、様々な地域の文化や土地柄を多く抱えている。NHKでは、古くからの伝統文化を後世に伝えるとともに、新しい時代に向けて変貌を遂げる日本を番組や連動キャンペーンを通して紹介することで、日本の魅力を再発見してもらおうとこのキャンペーンを展開している。
特に平日19時台を中心に、同キャンペーン参加のレギュラー番組を多く編成している。

## キャンペーン正式参加番組
- 新日本風土記
- にっぽん縦断 こころ旅
- 釣りびと万歳
- 鉄道紀行 ニッポンぶらり鉄道旅
- 鉄道紀行 中井精也のてつたび
- 絆でチャレンジ
- イッピン
- 鑑賞マニュアル 美の壺
- 食材探検 おかわり!にっぽん
- にっぽん百名山
- TOKYOディープ!
- CATVネットワーク イチオシ!

## その他関連の番組
- ジャパノロジープラス（NHKワールドTV）
- NHK東日本大震災プロジェクト
  - 同キャンペーンの一環として、2011年秋から1年間にわたり東北の観光キャンペーンを展開。
- ○○発地域ドラマ（主に水曜22時台に放映）
- 連続テレビ小説
  - あまちゃん
    - 2013年夏に「日本中が元気になる! 全国「あまちゃん」マップ あなたの町おこしキャンペーン」を展開、2014年はこれを発展させた「恋する地元キャンペーン」として、当プロジェクトの正式参加企画として展開した。
- 二都物語 とっておき札幌・福岡
  - 2015年10-12月に展開したキャンペーン。東名阪の三大都市に続く大規模都市とされる札幌市と福岡市にスポットを当て、NHK札幌放送局を初めとするNHK北海道ネットワーク[1]・NHK福岡放送局・NHK北九州放送局が中心となって、視聴者にこの2つの都市にまつわる様々なスポットの情報を寄せてもらった。このキャンペーンのナビゲーターはそれぞれの都市出身の女優で、いづれもAKBグループ卒業生の芹那（札幌市出身・元SDN48）、篠田麻里子（福岡市出身・元AKB48）が務めた。また上記「TOKYOディープ!」においても、2015年12月に札幌・すすきのと福岡・西新を取材したもの、および、「○○発地域ドラマ」でも12月16日に「北海道発・農業女子はらぺ娘」、12月26・27日（前後編）には「福岡発・いとの森の家」がそれぞれ放送された。

## キャンペーンナビゲーター
キャンペーン参加番組自体へは出演しないが、30秒・5秒のスポットに登場する。
- 2013年度・2014年度 - 本木雅弘
- 2015年度 - 杏
- 2016年度 - 鈴木亮平
- 2017年度 - 大泉洋
- 2018年度 - 吉田羊